# Croton lanceolaris
Espèce
Croton lanceolaris est une espèce de plantes à fleurs du genre Croton et de la famille Euphorbiaceae présente au Brésil (São Paulo).
Il a pour synonymes :
- Cieca lanceolata, (Klotzsch ex Müll.Arg.) Kuntze
- Julocroton humilis var. lanceolatus, (Klotzsch ex Müll.Arg.) Croizat
- Julocroton lanceolatus, Klotzschex Müll.Arg.